# Голохвастов, Иван Иванович
Иван Иванович Голохвастов (1729—1798) — российский государственный деятель, сенатор; генерал-поручик и тайный советник.

## Биография
Происходил из старинного русского дворянского рода Голохвастовых. Его отец, Иван Мартынович Голохвастов (?—1758), был стольником при Петре I, советником Камер-коллегии, а в отставку вышел с поста московского обер-полицмейстера. Его два сына от второго брака с Евдокией Михайловной Нееловой (урожд. Грекова), Иван и Андрей, стали сенаторами.
Иван Голохвастов родился в 1729 году. В 1752 году поступил в лейб-гвардии Преображенский полк; с 25 декабря 1761 года — прапорщик, с 1 апреля 1762 — подпоручик, с 19 апреля 1765 — поручик, с 1 января 1768 — капитан-поручик, с 1 января 1771 года — капитан.
После смерти отца унаследовал «вотчину в Московском уезде с. Новоселки, Фильчаниново, Репниково (700 душ), в Елецком уезде — д. Прилепы, в Крапивенском — с. Калидино, отошедшее его матери по закладной от статского советника И. М. Сатина».
Вышел в отставку в чине бригадира в 1777 году и по указу Сената от 31 августа 1777 года был назначен «исправлять должность поручика генерал-губернатора Ярославского наместничества», фактически во вновь открываемом наместничестве он занял пост вице-губернатора, на котором он оставался до 16 февраля 1781 года, когда был назначен правителем Ярославского наместничества (губернатором) и произведён в генерал-майоры. По занимаемой должности он также был председателем Ярославской казённой палаты. В чин Генерал-поручика он был произведён 18 марта 1790 года. В качестве губернатора И. И. Голохвастов был связан с другими представителями управления Ярославского наместничества: князем С. Н. Мещерским, поручиком правителя наместничества в 1782—1786 годах; бригадиром В. И. Остафьевым, председателем уголовной палаты в 1784—1786 годах; князем И. А. Енгалычевым, председателем гражданской палаты суда в 1782—1785 годах, и сменившим последнего будущим губернатором Н. И. Аксаковым.
С 15 сентября 1793 года он был назначен присутствовать при московских департаментах Сената; с 1794 года — тайный советник.
Был награждён орденами: Св. Анны 1-й ст. и Св. Владимира 2-й ст.
Умер в Москве 1 (12) января 1798 года; похоронен в Знаменской церкви Спасо-Андрониевого монастыря с женой Варварой Фёдоровной, урождённой Лопухиной (21.02.1753—19.06.1814), бездетные.